# Крейсери типу «Арагон»
Тип незахищених крейсерів «Арагон» був серією з трьох крейсерів, побудованих між кінцем 1860-х і початком 1880-х років для служби у ВМС Іспанії. Вони були названі на честь історичних регіонів і королівств Іспанії.

## Опис типу
Будівництво крейсерів типу «Арагон», спочатку як броньованих корветів із центральною батареєю  почалося в 1869 році. Їх планували захистити 890 тоннами броні, а товщина броньового поясу мала сягати 500 мм. У 1870 році  відбулося перепланування кораблів на незахищені крейсери, фактично дерев'яні парові корвети. Політичні події затримали їх будівництво, але врешті-решт вони були спущені на воду у такому вигляді в 1879-1881 роках і завершені в 1880-1882 роках. Їх первісна концепція як броньованих кораблів і зміна на неброньовані під час будівництва залишили у крейсерів цього типу занадто важкий дерев’яний корпус, який вже на момент спуску на воду був застарілим.
Кораблі мали дві труби і несли вітрила барка. Машини першого корабля серії було виготовлено компанією John Penn Company у Сполученому Королівстві, тоді як у інших кораблів були виготовлені на військово-морській верфі у Ферролі за зразком Джона Пенна.  Оригінальні 8 дюймові (203 мм.) гармати Армстронга  були вже застарілими, на момент  завершення кораблів були завершені. Тому крейсери досить були швидко були переозброєні більш сучасними гарматами, встановлені на спонсонах. «Арагон» при цьому був озброєний сильніше, ніж два інші однотипні кораблі. Створені для колоніальної служби, вони ніколи не були призначені для боротьби з важкоозброєними, броньованими військовими кораблями зі сталевим корпусом, з якими зіткнулась  «Кастилія» в битві в Манільській бухті.

## Представники
| Корабель              | Виготовлювач      | Закладено          | Спущено            | У строю  | Доля                                                      |
| --------------------- | ----------------- | ------------------ | ------------------ | -------- | --------------------------------------------------------- |
| «Арагон» «Aragón »    | Арсенал Картахени | 2 травня 1869 року | 31 липня 1879 року | 1880 рік | Виключений зі складу флоту у 1900 році                    |
| «Наварра» «Navarra»   | Арсенал Ферроля   | травень 1869 року  | серпень 1881 року  | 1882 рік | Виключений зі складу флоту у 1900 році                    |
| «Кастілья» «Castilla» | Арсенал Кадіса    | травень 1869 року  | серпень 1881 року  | 1882 рік | Потоплений 1 травня 1898 року у битві в Манільській бухті |

## Історія служби
Більша частина оперативної історії крейсерів класу «Арагон» невідома.  «Кастилія»  служила у метрополії, а потім на Філіппінах, де крейсер потопили. Відомо лише, що дві інші кораблі служили у во у 1890-х роках. Джерела розходяться щодо того, чи були «Арагон» і  «Наварра» утилізовані в 1890-х роках, чи дожили до початку 20 століття як допоміжні судна.